# Tour de France 2019/17. Etappe
Die 17. Etappe der Tour de France 2019 fand am 24. Juli 2019 statt. Die 200 Kilometer lange hügelige Etappe führte vom Pont du Gard nach Gap. Der Spanier Luis León Sánchez (Team Astana) trat aufgrund von Rückenproblemen nicht mehr zur Tour an. Auch der Niederländer Cees Bol von Team Sunweb trat nicht mehr zur Tour an. Der Etappenstart war um 12:25 Uhr, der scharfe Start erfolgte um 12:41 Uhr nordöstlich von Fournès nahe der Autobahn A9.

## Rennverlauf
Zu Beginn der Etappe setzten sich 34 Fahrer vom Hauptfeld ab: Daniel Oss, Lukas Pöstlberger, Kasper Asgreen, Alexis Gougeard, Dylan Teuns, Nelson Oliveira, Omar Fraile, Gorka Izagirre, Magnus Cort Nielsen, Simon Clarke, Tom Scully, Christopher Juul-Jensen, Matteo Trentin, Greg Van Avermaet, Michael Schär, Sven Erik Bystrøm, Rui Costa, Sergio Henao, Vegard Stake Laengen, Bauke Mollema, Toms Skujiņš, Jasper Stuyven, Nicholas Roche, Natnael Berhane, Jesús Herrada, Anthony Perez, Pierre-Luc Périchon, Thomas De Gendt, Jens Keukeleire, Nils Politt, Xandro Meurisse, Andrea Pasqualon, Edvald Boasson Hagen und Ben King. Magnus Cort Nielsen fiel jedoch nach wenigen Kilometern aus der Spitzengruppe, er hatte einen Reifenschaden und ordnete sich wieder ins Hauptfeld ein. Rund 125 Kilometer vor dem Ziel hatte die Spitzengruppe einen Vorsprung von knapp 8 Minuten herausgefahren und erreichte 14:45 Minuten Vorsprung bei 40 Kilometer vor dem Ziel. Kurz danach begannen die ersten Attacken in der Spitzengruppe.
30 Kilometer vor dem Ziel entkamen nach mehreren Ausreißversuchen elf Fahrer mit Oss, Asgreen, Gougeard, Izagirre, Scully, Trentin, Van Avermaet, Laengen, Skujiņš, Périchon und King. Dahinter war die Verfolgergruppe unorganisiert, wodurch sich der Abstand allmählich vergrößerte. Trentin verschärfte nochmals das Tempo, Gougeard verlor dadurch den Anschluss und reihte sich in die Verfolgergruppe ein. Kurz vor dem Anstieg zum Col de la Sentinelle beschleunigte wiederum Asgreen und die Spitzengruppe verkleinerte sich auf fünf Fahrer: Van Avermaet, Skujiņš, Izagirre, Oss und Trentin. 14 Kilometer vor dem Ziel – kurz vor der letzten Bergwertung – attackierte Trentin und fuhr als Solist weiter, gefolgt von Pierre-Luc Périchon, der sich kurz zuvor in die Spitzengruppe zurückkämpfen konnte.
Matteo Trentin überquerte als Erster den Col de la Sentinelle, knapp eine halbe Minute später folgte ihm Kasper Asgreen, der Perichon wenige Hundert Meter vor der Bergwertung überholte. In der Abfahrt machte Trentin weitere Sekunden gut, sodass er als Erster die Ziellinie überquerte. Kasper Asgreen sicherte sich den zweiten Platz, Dritter wurde Greg Van Avermaet. Das Hauptfeld erreichte mit über 20 Minuten Rückstand das Ziel.
Der Deutsche Tony Martin (Jumbo-Visma) und der Waliser Luke Rowe (Team Ineos) wurden aufgrund eines Videobeweises nach Ende der Etappe von der Jury disqualifiziert. Laut dem UCI-Videokommissar Jean-Michel Voets hatte Luke Rowe die Führungsarbeit vom Team Jumbo-Visma gestört (das sogenannte Bremsen), woraufhin Tony Martin den Waliser vorsätzlich zum Straßenrand drängte, der beinahe einen Zuschauer touchiert hätte und zu Fall gekommen wäre. Luke Rowe revanchierte sich mit einem Schlag ins Gesicht. Nach Medienberichten soll es nach der Etappenankunft weiteren Streit zwischen den beiden Fahrern gegeben haben. In einem Videostatement, das im Laufe des Abends veröffentlicht wurde, entschuldigten sich beide Fahrer gemeinsam für ihr Verhalten, betonten aber auch, dass das Urteil zu hart wäre. Die Teams legten Einspruch zur Juryentscheidung ein und hofften auf einen Verbleib ihrer Fahrer. Ihr Einspruch fand jedoch keine Zustimmung und beide Fahrer mussten die Tour verlassen, ihre Disqualifikation wurde bestätigt.

## Zeitbonus
| Zeitbonus am Etappenziel | Zeitbonus am Etappenziel |
| Fahrer                   | Zeitbonus                |
| ------------------------ | ------------------------ |
| Matteo Trentin (MTS)     | 10 Sekunden              |
| Kasper Asgreen (DQT)     | 6 Sekunden               |
| Greg Van Avermaet (CCC)  | 4 Sekunden               |

## Aufgaben
- Luis León Sánchez (AST): Nicht zur Etappe angetreten
- Cees Bol (SUN): Nicht zur Etappe angetreten
- Tony Martin (TJV): Disqualifikation
- Luke Rowe (INS): Disqualifikation